# سی‌سی‌جی‌اس لیمناس
سی‌سی‌جی‌اس لیمناس (به انگلیسی: CCGS Limnos) یک کشتی است که طول آن ۴۴٫۸۱ متر (۱۴۷٫۰ فوت) می‌باشد. این کشتی در سال ۱۹۶۸ ساخته شد.